# Eleanor Bron

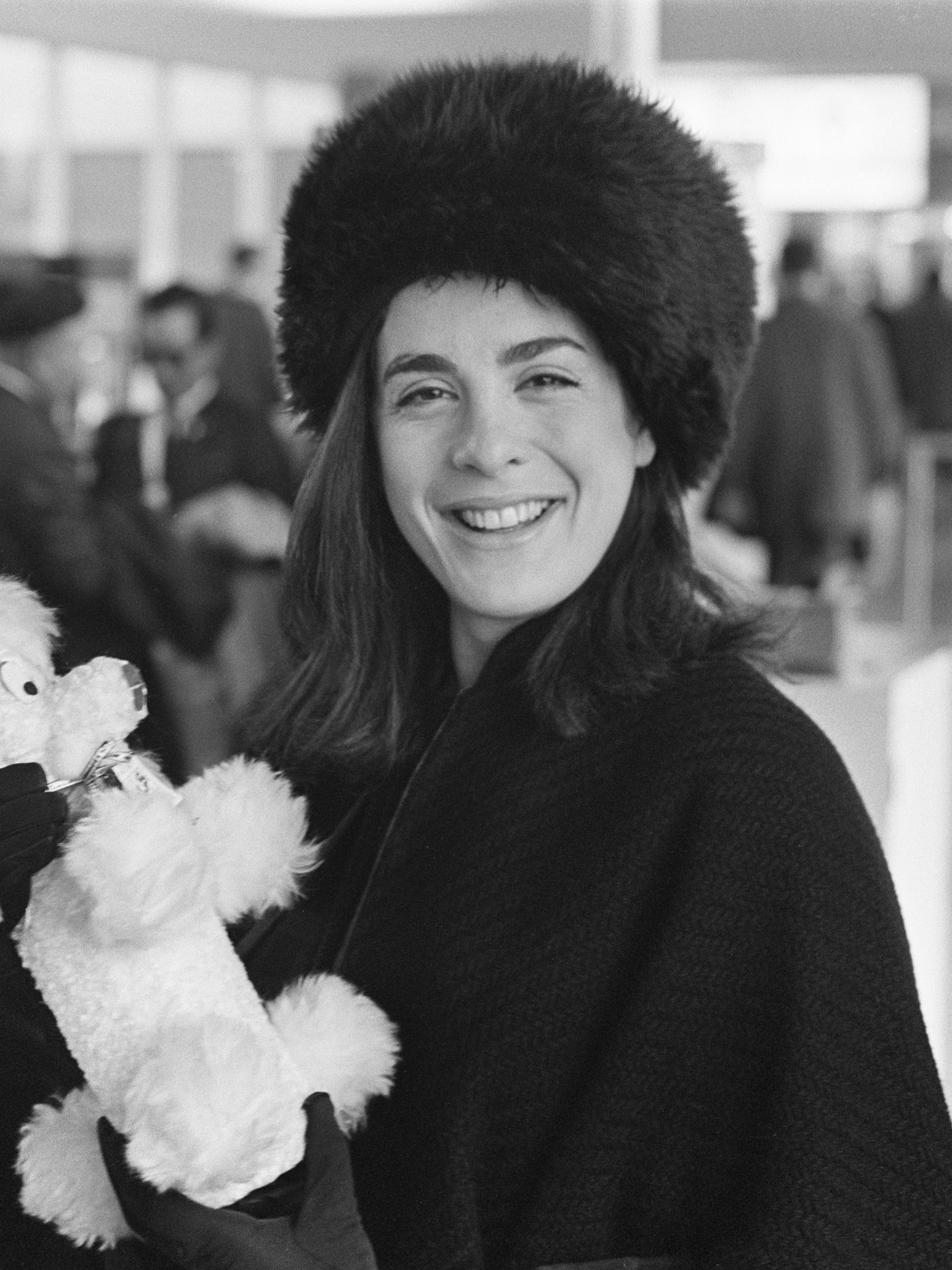
Eleanor Bron (1968)

Eleanor Bron (* 14. März 1938 in Stanmore, Middlesex, England) ist eine britische Schauspielerin.

## Leben
Eleanor Bron wurde am Newnham College (Frauen-College der Universität Cambridge) ausgebildet.
Nachdem sie als Star der von 1964 bis 1965 ausgestrahlten, damals beliebten kleinen Fernsehserie Not So Much a Programme, More a Way of Life zu sehen war, trat sie 1965 in der Rolle der Ahme im Beatles-Film Help! auf. Die Rolle der Emma Peel in der Fernsehserie The Avengers (deutsch: Mit Schirm, Charme und Melone) hatte sie abgelehnt.
Sie trat in zahlreichen Filmen der 1960er-Jahre in einem breiten Spektrum an Rollen auf, The Canterville Ghost (1966) und Alfie (1966), wo sie den Doktor neben Michael Caine spielte sowie neben der McCartney-Freundin Jane Asher als Annie.
In Zwei auf gleichem Weg (Two for the Road mit Audrey Hepburn und Albert Finney, 1967) nach dem Skript von Frederic Raphael spielte Bron die Nebenrolle der Cathy Manchester in einem Liebesdrama in Form eines Rückblickes auf eine schwierige Ehe, die während einer Frankreichreise rekapituliert wird.
Sie spielte die Hermione Roddice in der Literaturverfilmung des David-Herbert-Lawrence-Romans Liebende Frauen (1969) – ein komplizierter Diskurs über Liebe in der High Society des frühen 20. Jahrhunderts.
In späteren Jahren zu einer Grande Dame des britischen Films avanciert, spielte sie anspruchsvolle Charakterrollen in verschiedenen Literaturverfilmungen: Dazu gehören auch filmische Bearbeitungen von Kinderbüchern, so 1995 in Little Princess (A Little Princess), wo sie die autoritäre Miss Minchin, Leiterin eines New Yorker Nobel-Internates zur Zeit des Ersten Weltkriegs spielte. Die Vorlage lieferte der gleichnamige Kinderbuch-Roman der Autorin Frances Hodgson Burnett (1909). In Vanity Fair – einer Mini-Serie des Jahres 1998 nach einer oft verfilmten Romanvorlage von William Makepeace Thackeray, worin sie die alternde Dame Lady Bareacres verkörperte. In House of Mirth (deutsch: Haus Bellomont, 2000) trat sie an der Seite von Gillian Anderson und Dan Aykroyd auf. In dem Film von Terence Davies nach Edith Whartons scharfzüngigem Roman vom Untergang der naiven Lily Bart (Gillian Anderson) spielte Bron deren Tante Julia Peniston. Der klassische Kostümfilm im New York der Wende zum 20. Jahrhundert kam in Deutschland nie in die Kinos. 2002 trat Bron erneut in einem historischen Drama auf: An der Seite von Paul Bettany, Helena Bonham Carter und Olivia Williams spielte sie die ‚Mrs. Burkett‘ im Film The Heart of Me, einem Liebesdrama im London der 1930er-     und 1940er-Jahre.
Eleanor Bron ist ebenfalls als Autorin tätig, zumeist in den 1960er- und 1970er-Jahren für das britische Fernsehen (Not So Much a Programme, More a Way of Life, 1964; My Father Knew Lloyd George, 1965; The Late Show, 1966; zuletzt After That, This aus dem Jahr 1972).
Eleanor Bron war mit dem englischen Architekten und Architektur-Autor Cedric Price (1934–2003) bis zu dessen Tod verheiratet.

## Rollenwahl und Wirkung
Bron erwies sich als sehr vielseitig und wandlungsfähig und beherrscht das gesamte Spektrum klassischer, meist dramatischer Rollen in gesellschaftskritischen Filmen und anspruchsvollen Verfilmungen gehobener, meist britischer, Literaturwerke. Neben ihrer Fähigkeit, das ganze Spektrum klassischer Rollen abzudecken, ist besonders ihr komisches Talent bemerkenswert. So wirkte sie in den 1960er- und 1970er-Jahren in verschiedenen britischen Sketchshows und Comedyserien mit. Ihr in jungen Jahren etwas exotisches Aussehen verhalf ihr zur Rolle der ‚Ahme‘ im Beatles-Film Help!.
Weil der Beatle Paul McCartney während der Dreharbeiten an seinem Lied Eleanor Rigby schrieb, ist oft vermutet worden, dass Eleanor Bron (1966 die berühmteste Trägerin dieses Vornamens in Großbritannien), die McCartney und John Lennon bereits aus dem Club von Peter Cook kannten, ihn zu diesem Personennamen inspiriert habe – auch McCartney selbst hat diese Vermutung inzwischen bestätigt. Eine ungewöhnliche Ehrung erhielt sie durch das Lied Tom Courtenay der Gruppe Yo La Tengo:

“I spent so much time dreaming about Eleanor Bron in my room with the curtains drawn. See her in the arms of Paul…”

„Ich habe so viel Zeit damit verbracht, in meinem Zimmer bei geschlossenen Vorhängen von Eleanor Bron zu träumen. Ich sehe sie in den Armen von Paul…“

## Filmografie (Auswahl)
- 1965: Hi-Hi-Hilfe! (Help!)
- 1966: Der Verführer läßt schön grüßen (Alfie)
- 1967: Zwei auf gleichem Weg (Two for the Road)
- 1967: Mephisto '68 (Bedazzled)
- 1969: Liebende Frauen (Women in Love)
- 1969: A Touch of Love
- 1973: Bis zum letzten Patienten (The National Health)
- 1979/1985: Doctor Who (Fernsehserie, 3 Folgen)
- 1980: Der Tag, an dem Christus starb (The Day Christ Died) (Fernsehfilm)
- 1983: Der Hund von Baskerville (The Hound of the Baskervilles) (Fernsehfilm)
- 1985: Ozeanische Gefühle (Turtle Diary)
- 1987: Klein Dorrit (Little Dorit)
- 1988: Mein Leben mit Anne Frank (The Attic: The Hiding of Anne Frank, Fernsehfilm)
- 1992–2003: Absolutely Fabulous (Fernsehserie, 3 Folgen)
- 1994: Black Beauty
- 1995: Little Princess (A Little Princess)
- 1996: Saint-Ex
- 1997: Vanity Fair – Jahrmarkt der Eitelkeiten (Vanity Fair, Fernseh-Miniserie)
- 2000: Haus Bellomont (The House of Mirth)
- 2001: Iris
- 2002: The Heart of Me
- 2004: Eine italienische Hochzeit (Love’s Brother)
- 2004: Wimbledon – Spiel, Satz und … Liebe (Wimbledon)
- 2010: StreetDance 3D
- 2012: Hyde Park am Hudson (Hyde Park on Hudson)
- 2012: Inspector Barnaby (Midsomer Murders; Fernsehserie, Folge 15x01: Du bist tot!, The Dark Rider)
- 2015: Life in Squares (Fernseh-Miniserie)
- 2018: A Woman of No Importance
- 2019: Inspector Barnaby (Midsomer Murders; Fernsehserie, Folge 21x02: Puppenmorde, The Point Of Balance)